# Groupe Alpin Luxembourgeois
Die Groupe Alpin Luxembourgeois (GAL) (deutsch Luxemburgische Alpengruppe) ist ein Kletter- und Trekkingclub in Luxemburg. Der Verein wurde 1955 gegründet.

## Geschichte
Der Verein ist Gründungsmitglied des Luxemburger Kletter- und Alpinismusverbandes (FLERA), über welchen er UIAA-Mitglied ist, und er nimmt am Internationalen Gegenrecht auf Hütten teil.
Derzeitiger Präsident ist Steve Schiltz, sein Vorgänger war Guy Thewes.

## Aktivitäten
- Alpinismus
- Klettersteige
- Klettern in Berdorf in den Vogesen und in den Alpen
- Einführung ins Klettern
- Wettbewerbe im Klettern
- Tourenschi
- Wandern

## Wandern
Seit den 1970er Jahren unternimmt die GAL in Vorbereitung auf Bergtouren Tagesausflüge von 33 bis 70 km.
Heute organisiert der Club vier Arten von Tagesreisen:
- Kleine Wanderungen (ca. 20 km) über ausgewogene Wege
- Große Wanderungen (ca. 35 km) sind sportlicher, teilweise über unausgeglichene Strecken
- Nachtwanderungen (ca. 10 km)
- Große Wanderungen, jedes Jahr:
  - Klierf – Stadt Luxemburg, 65 km
  - Ëlwen – Stadt Luxemburg, 78 km
  - Martelange – Echternach, 60 km
  - Veianen – Stadt Luxemburg, 45 km

## Präsidenten
Die folgende Aufstellung zeigt eine chronologische Übersicht über alle Präsidenten des Groupe Alpin Luxembourgeois.
| Amtszeit | Präsident   |
| -------- | ----------- |
| 1955     | Georges Als |
| 1968     | Julot Faber |
| 1975     | Guy Waringo |
| 1977     | Julot Faber |

| Amtszeit | Präsident        |
| -------- | ---------------- |
| 1977     | Ed Nicolay       |
| 1978     | Jean-Paul Harpes |
| 1988     | Gilbert Hentgen  |
| 1990     | Willi Jacoby     |

| Amtszeit | Präsident       |
| -------- | --------------- |
| 1993     | Serge Hieronimy |
| 1997     | Alex Krieps     |
| 2001     | Guy Thewes      |
| 2014     | Steve Schiltz   |